# Ampedus chokai
Ampedus chokai is een keversoort uit de familie kniptorren (Elateridae). De wetenschappelijke naam van de soort is voor het eerst geldig gepubliceerd in 1985 door Kishii.